# Baghdad Central
Baghdad Central è una miniserie televisiva britannica, diretta Alice Troughton e Ben A. Williams e basata sull'omonimo romanzo dello studioso del Medio Oriente Elliott Colla. La serie, ambientata in Iraq nel 2003, è incentrata su un ex poliziotto, Muhsin al-Khafaji, che cerca di trovare sua figlia scomparsa, Sawsan.

## Accoglienza

### Critica
Ha ricevuto il plauso dalla critica: il sito Metacritic ha calcolato un punteggio pari a 78/100, mentre su Rotten Tomatoes è arrivata all'83% di Tomameter.

## Riconoscimenti
- BAFTA Television Awards
  - Candidatura per Miglior attore protagonista a Waleed Zuaiter
- British Academy Television Craft Awards
  - Candidatura per le Migliori musiche a H. Scott Salinas
  - Candidatura per il Miglior cast a Kate Rhodes James